# Liste der Kulturdenkmale in Donzdorf

Wappen von Donzdorf

In der Liste der Kulturdenkmale in Donzdorf werden unbeweglichen Bau- und Kunstdenkmale in Donzdorf aufgelistet. Diese Liste ist noch unvollständig.

## Allgemein
- Bild: Zeigt ein ausgewähltes Bild aus Commons, „Weitere Bilder“ verweist auf die Bilder im Medienarchiv Wikimedia Commons.
- Bezeichnung: Nennt den Namen, die Bezeichnung oder die Art des Kulturdenkmals.
- Lage: Straßenname und Hausnummer oder Flurstücknummer des Kulturdenkmals, gegebenenfalls auch den Ortsteil. Die Grundsortierung der Liste erfolgt nach dieser Adresse. Der Link (Karte) führt zu verschiedenen Kartendiensten mit der Position des Kulturdenkmals. Fehlt dieser Link, wurden die Koordinaten noch nicht eingetragen. Sind diese bekannt, können sie über ein Tool mit einer Kartenansicht einfach nachgetragen werden. In dieser Kartenansicht sind Kulturdenkmale ohne Koordinaten mit einem roten bzw. orangen Marker dargestellt und können durch Verschieben auf die richtige Position in der Karte mit Koordinaten versehen werden. Kulturdenkmale ohne Bild sind an einem blauen bzw. roten Marker erkennbar.
- Datierung: Baubeginn, Fertigstellung, Datum der Erstnennung oder grobe zeitliche Einordnung entsprechend des Eintrags in der zuständigen Denkmaldatenbank (Landesamt für Denkmalpflege Baden-Württemberg).
- Beschreibung: Kurzcharakteristik des Kulturdenkmals.

## Liste
| Bild           | Bezeichnung                                                    | Lage                                                        | Datierung                   | Beschreibung | ID                       |
| -------------- | -------------------------------------------------------------- | ----------------------------------------------------------- | --------------------------- | --- | ------------------------ |
|                | Höhensiedlung                                                  | Flur Waldenbühl                                             |                             | Die ehemalige Höhensiedlung befindet sich in einer Rodungsinsel südöstlich Donzdorfs. Geschützt nach § 22 DSchG |                          |
|                | Ehemaliger Steinbruch am Messelberg                            | Flur Hoher Rain, Rindersteig, Messelberg (Flstnr. 572, 543) |                             | Der ehemalige Steinbruch am Messelberg befindet sich nordöstlich von Donzdorf. Der ockergelbe Sandstein, der hier bis 1890 abgebaut wurde, wurde unter anderem für den Bau des Ulmer Münsters verwendet, aber auch für Bauten aus dem Umland. Geschützt nach § 2 DSchG            |                          |
|                | Katholische Kapelle St. Laurentius                             | Hürbelsbach 2 (Karte)                                       | 1882                        | Die katholische Kapelle St. Laurentius ist südwestlich von Donzdorf gelegen. Der Chor und das Langhaus sind im spätgotischem Stil gehalten. Geschützt nach § 28 DSchG | BW                       |
| Weitere Bilder | Katholische Pfarrkirche St. Martin                             | Kirchstraße 9 (Karte)                                       | 1777/78                     | Die katholische Pfarrkirche St. Martin befindet sich zentral in Donzdorf neben dem Schloss. Die Kirche besitzt einen gotischen Kern. Geschützt nach § 28 DSchG | Wikidata-Objekt anzeigen |
| Weitere Bilder | Burgruine Scharfenberg                                         | Scharfenberg (Flstnr. 215) (Karte)                          | Im 13. Jahrhundert erwähnt  | Die Burgruine Scharfenberg ist südlich von Donzdorf auf einem Kegelberg der Schwäbische Alb gelegen. Geschützt nach § 28 DSchG |                          |
| Weitere Bilder | Schlossanlage mit Schlosspark                                  | Schloss 1–10, Poststraße 9 (Karte)                          | 1568/69                     | Die am südlichen Rand von Donzdorf gelegene Schlossanlage beinhaltet ein altes und ein neues Schloss mit Schlosspark. Geschützt nach § 2 DSchG |                          |
|                | Hofanlage                                                      | Reichenbach unter Rechberg, Birkhof 1 (Karte)               | Ende des 16. Jahrhunderts   | Die Hofanlage, welche heute den Namen Gestüt Birkhof trägt, befindet sich westlich von Reichenbach auf einer Hochebene des Rehgebirges. Das Springpferd Chambertin verbrachte hier bis zu seinem Tod 2009 die letzten Jahre seines Lebens als Vererber. Geschützt nach § 12 DSchG | BW                       |
| Weitere Bilder | Schlossanlage                                                  | Reichenbach unter Rechberg, Ramsberg (Karte)                | 13. Jahrhundert             | Die Schlossanlage Ramsberg befindet sich nordwestlich von Donzdorf. Die Anlage beinhaltet das Herrenhaus Dürnitz, welches im spätromantischen Stil gebaut ist, und die Schlosskapelle St. Martin, welche 1616 erbaut wurde. Geschützt nach § 28 DSchG                             |                          |
| Weitere Bilder | Schlossanlage                                                  | Winzingen, Gmünder Straße 1 (Karte)                         | um 1610                     | Diese Schlossanlage steht am südwestlichen Rand von Winzingen. Zu ihr gehören abgesehen von dem Schloss noch Nebengebäude, die Reste einer Mauer und eine Garten- und Hoffläche. Geschützt nach § 12 DSchG                                                                        |                          |
| Weitere Bilder | Katholische Pfarrkirche St. Sebastian und Rochus mit Pfarrhaus | Winzingen, Maibachstraße 1, 3 (Karte)                       | 1692/94, Pfarrhaus von 1899 | Die katholische Pfarrkirche St. Sebastian und Rochus mit Pfarrhaus befindet sich am nordwestlichen Rand des Dorfes Winzingen. Geschützt nach §§ 2, 28 DSchG |                          |